# ナスル2世
ナスル・イブン・アフマドまたはナスル2世（アラビア語：نصر دوم、906年~943年4月6日）はサーマーン朝のアミール（在位：914年1月23日–943年4月6日）。トランスオクシアナやホラーサーンを支配し、「幸運な（アミール）」とあだ名された。アフマド・サーマーニーの子であり、父の後を継ぎアミールに就任し、そのあだ名の通り、ナスル2世の治世はサーマーン朝の繁栄の頂点を極めた。

## 生涯

8世紀頃のホラーサーン・トランスオクシアナ・トハリスタンの地図

### 即位と反乱の鎮圧
ナスル2世はアフマド・サーマーニー（在位: 907年 - 914年）
の息子であった。アフマドは宮廷において、アラビア語話者の役人を優遇したため、914年1月23日の夜、護衛兵によって暗殺された。こうしてナスルは8歳の若さでアミール（エミール）となった。年少のため、ワズィールのアブー・アブダッラー・ムハンマド・イブン・アフマド・アル・ジャイハーニーが摂政を務めた。
即位に伴い、多くの反乱が勃発した。最も深刻だったのは、ナスルの大叔父にあたるイスハーク・イブン・アフマドが主導したサマルカンドでの反乱であった。イスハークの息子たちも反乱に加わり、その一人アブー・サリフ・マンスールはニーシャープールやホラーサーンの諸都市をも支配した。結局、イスハークは敗北して、将軍ハムヤ・イブン・アリーに降伏し、アブー・サリフ・マンスールはニーシャープールで死亡した。
マンスールの反乱を引き継いだのは、将軍フセイン・イブン・アリー・アル・マルワジであった。将軍アフマド・イブン・ザーリがアル・マルワジ討伐に派遣され、918年には彼を捕縛することに成功したが、イブン・ザーリも結局反乱に加わった。919年の後半になってようやく、イブン・ザーリはハムヤ・イブン・アリーに討伐された。イブン・サーリは戦闘中に捕らえられ、ブハラに投獄され、920年に獄中死した。922年にフェルガナでイスハーク・イブン・アフマドの息子イリヤスが短期間反乱を起こしたが、それを除けばサーマーン朝はその後10年間に渡って平和を享受した。
ナスルの即位はサーマーン朝の周辺に不安定さをもたらした。アッバース朝はなんとかスィースターンを奪還したが、レイとタバリスターンはアリーの子孫でザイド派を信奉する、アラヴィー朝のハサン・アル・アル・ウトルーシュによって占領された。サーマーン朝はこれらの土地を回復することはできなかったが、多数のダイラム人やギーラーン人の指導者を買収し、権力闘争に積極的に介入した。921年、ダイラム人の将軍リリ・イブン・アル・ヌーマン率いるザイド派がホラーサーンに侵攻したが、シムジュル家の将軍シムジュル・アル・ダワティに敗れた。

### 治世の中盤
922年、アブー・アブダッラー・ムハンマド・イブン・アフマド・アル・ジャイハーニーはナスル2世によってワズィールの座を解かれた。これが、ナスル2世のシーア派信仰に対する懐疑によるものであったかどうかは不明である。アブル＝ファズル・アル＝バルアミーが新たにワズィールに就任し、前任のジャイハーニーの政策の大部分を継承した。928年、サーマーン朝に仕えていたダイラム人将軍・アスファル・イブン・シルヤがタバリスターンとレイを征服した。翌年、将軍のムハンマド・イブン・イリアスがナスル2世の怒りに触れたため投獄されたが、バルアミーの支援を受けて釈放され、ゴルガーンへの遠征に派遣された。
930年、ナスルの兄弟たちによる反乱が勃発し、そのうちの一人ヤヒヤをアミールと宣言した。バルアミーは兄弟同士を仲違いさせることで反乱を鎮圧した。ダイラム人の軍事的指導者マカン・イブン・カキは、この機に乗じて、タバリスターンとゴルガーン、さらにホラーサーン西部のニーシャプールをもサーマーン朝から奪取した。しかし、ナスルの圧力により、1年後にはこれらの地域を放棄した。マカンはタバリスターンに戻ったが、そこでズィヤール朝のマルダーウィージュに敗れ、マルダーウィージュがその地域を征服した。マカンはホラーサーンに逃亡し、ナスルによってケルマーンの統治者に任命された。
933年、ナスルが軍隊を動員するという脅威に直面したマルダーウィージュは、ゴルガーンを明け渡し、レイの領有を承認される代わりに貢物をナスルに贈った。1年後、ナスルはサーマーン朝に対して反乱を起こしたムハンマド・イブン・イリアスに対してマカンを派遣した。ムハンマドはアッバース朝の将軍ヤークートからの支援を得ようとしたが失敗し、マカンに敗れて逃亡を余儀なくされた。935年、マルダーウィージュはテュルク系奴隷により暗殺され、弟のワシュムギールが後を継いだ。
マカンは、マルダーウィージュがテュルク系奴隷の手によって暗殺されたことを耳にすると、すぐにケルマーンを発ち、ナスルからゴルガーンの統治者への任命を確認し、サーマーン朝の軍隊の支援を受けてタバリスターンの奪還を試みた。ワシュムギールは攻撃を撃退し、ゴルガーンの征服にも成功したが、ブワイフ朝の圧力により和解を余儀なくされ、サーマーン朝の覇権を認めるとともに、ゴルガーンをマカンに譲渡した。この頃から、サーマーン朝は、中央ペルシアで台頭していたブワイフ朝からズィヤール朝を保護することに深く関わった。938年、アブー・アブダッラー・ジャイハーニーの息子、アブー・アリー・ジャイハーニーがワズィールに任命され、941年までその職を務めた。
同じ時期に、マカンとワシュムギールの関係は改善され、互いにサーマーン朝からの独立を宣言するに至った。939年、ナスルはアブー・アリー・Chaghani率いるサーマーン朝軍を派遣し、ゴルガーンのマカンを攻撃した。7か月間の包囲の末、マカンはレイへの逃亡を余儀なくされた。サーマーン朝軍はマカンを追撃し、940年12月25日にレイ近郊のIskhabadでの戦闘でサーマーン朝軍が勝利した（Iskhabadの戦い）。マカンは射殺され、その後遺体の首を取られ、首はブハラのナスルの下に送られた。

### イスマーイール派への改宗と死
930年代、サーマーン朝の宮廷は、ムハンマド・イブン・アフマド・アル＝ナサフィ率いるイスマーイール派布教者ネットワークによって、執拗な改宗活動の対象となった。後代のスンナ派側の資料によって、これらの出来事が記述されている。イブン・ナディームのフィフリスト（図書目録）やニザームルムルクのスィヤーサト・ナーメ（政治の書）等が記述として重宝されていて、1990年に出版されたサアーリビーの君主の鑑である「Ādāb al-mulūk」にも多くの情報が記述されている。この3つの資料は矛盾している記述が多く、一つにまとめ上げることは難しい。
937年・938年頃、イスマーイール派はサーマーン朝の高位官僚の数名を改宗させることに成功した。ニザームルムルクの記述によれば、ナスルの遊び相手アブー・バクル・アル・Nakhshabi、ナスルの私設秘書アブー・Ash'ath、軍総監アブー・マンスール・アル＝Shaghani、侍従アイタシュ、イラクの統治者ハサン・マリク、首席宮廷管理人（wakīl khāșș）アリー・Zarrad等が改宗している。彼ら高位官僚の支援もあり、イスマーイール派の伝道者たちはナスルと宰相アブー・アリー・ムハンマド・アル＝ジャイハーニーを改宗させた。アル＝Tha'alabiの記述によると、ナスルは病に伏せていて、迫りくる死を恐れていたため、イスマーイール派の教えを受け入れた。アミールと宰相の改宗により、サーマーン朝の宮廷ではイスマーイール派が優勢となり、イスマーイール派の伝道者たちは公然と説教を行うようになった。イスマーイール派の秘書官アブー・アル＝タイイブ・アル＝Mus'abiは、941年もしくは942年にアル＝ジャイハーニーの後を継いで宰相になった。在任期間は数か月と短かったようで、後継者がイスマーイール派であった可能性が高いとされている。
イスマーイール派の台頭はスンナ派、特にテュルク系兵士たちの反発を招いた。ニザームルムルクの記述によれば、テュルク系兵士たちはクーデターを企て、自らの指揮官にアミールの座を与えている。ニザームルムルクの記述ではさらに、ナスルの息子ヌーフ1世が、クーデターを察知し、ナスルを説得して退位させている。しかし、20世紀の歴史家サムエル・ミクロス・スターンが、ニザームルムルクの記述について「伝説的な要素と真実を区別することは難しい」と指摘しているように、ニザームルムルクの記述には他の資料との矛盾が生じている。フィフリストの記述では、クーデターについての記述がなされず、ナスルは自身の改宗を「悔やんでいた」としている。また、サアーリビーの記述ではナスルが息子に譲位したことに触れられていない。現代の学者たちは、943年4月6日に死去するまで、ナスルは王位に留まりイスマーイール派として亡くなった可能性は非常に高いと考えているが、病のためにそれより早く公務から退いていた可能性があるとも指摘されている。
サアーリビーの記述によると、ナスルの死後、イスマーイール派は新しいアミール・ヌーフを改宗させようとしたが失敗した。イブン・ナディームによれば、ヌーフは公開討論を開催し、イスマーイール派は敗北した。一方、サアーリビーによると、これは非公開の討論であったとし、アル＝ナサフィが公開での討論を要請したものの拒否されている。その後まもなくして、ヌーフはイスマーイール派の虐殺を始め、ニザームルムルクによると、ブハラやその近郊で、アル＝ナサフィを始めとする多くのイスマーイール派の人々が7日間にわたって殺害されたとされている。中世の文献には、組織的にイスマーイール派の粛清が行われたと示唆されているが、アリー・Zarradやアブー・マンスール・アル＝Shaghaniなどの前述したイスマーイール派への改宗者を始め、イスマーイール派の役人がヌーフの治世でも活躍していたことが判明しており、実際には粛清は行われなかったようだ。

## 治世下での文化
ナスル2世の廷臣たちは、サーマーン朝の宮廷を文化の中心地に変えるのに貢献した。ワズィールのジャイハーニーは作家としても知られ、地理に関する著作を書いた。ジャイハーニーは地理学に興味を持っていたため、各地から地理学者をブハラに招聘した。科学者、天文学者などもブハラに集まった。アブル＝ファズル・アル＝バルアミーも同様に芸術分野に関心を持ち、知識人や作家を支援した。初期ペルシア文学の最も偉大な詩人と称されるルーダキーは、ナスル2世の在位中の人物で、宮廷詩人として仕えた。また、アブー・ドゥラフは、ナスル2世の命により中国まで旅し、旅行記を著している